# 神谷まさひろ
神谷 まさひろ（かみや まさひろ、1963年7月29日 - ）は、日本の元俳優、元子役。本名および旧芸名は神谷 政浩（読み同一）。身長169cm、体重56kg。東映タレント部に所属していた。
東京都立川市出身。堀越高等学校卒業。

## 来歴
1971年『天下御免』でデビューし、1972年『人造人間キカイダー』に光明寺マサル役でレギュラー出演。本作以降は、『電人ザボーガー』（1974年）にレギュラー出演したほか、映画『アフリカの鳥』（1975年）などに出演。
1977年に放送された『大鉄人17』では主演の南三郎を演じた。
その後は舞台公演を中心に活動した。
2020年から映像コンテンツ権利処理機構に連絡のとれない権利者として掲載されている。

## エピソード
- 『人造人間キカイダー』の最初の撮影は第1話のダークに捕えられて、吊り橋に吊るされるシーンであった。撮影では人形で代用すると思っていたが、実際に吊るされてしまい、撮影の厳しさを痛感したという[7]。
- 『キカイダー』第17話「アカクマバチ 恐怖の人質計画」の劇中、アカクマバチに刺された影響で正気を失うシーンでは、演技が上手くいかずに悩んでいたところ、服部半平(ハンペン)役で共演した植田峻に演技のアドバイスを受けている[8]。
- 『キカイダー』の放送当時、周囲から『キカイダー』に出演していたことで特別扱いされることはなかった。その件について「周りが結構気を使ってくれたから」と述べている。その一方、ロケには常に母親が同行していたが、当時中学生だった姉に対して母親を独占してしまい申し訳ないと感じているという[9]。
- 『大鉄人17』に同級生役で共演した島田歌穂は実生活でも同級生であった。また、高校時代の同級生には俳優の円谷浩がいた[10]。
- 姉がいる[3]。

## 出演

### テレビドラマ
- 天下御免（1971年 - 1972年、NHK）
- 超人バロム・1 第10話「地震魔人モグラルゲ」（1972年、YTV）
- ウルトラマンA 第12話「サボテン地獄の赤い花」（1972年、TBS） - 三郎の友達 ※ノンクレジット
- 人造人間キカイダー（1972年 - 1973年、NET） - 光明寺マサル
- 仮面ライダーシリーズ（MBS）
  - 仮面ライダー 第74話「死の吸血魔 がんばれ!! ライダー少年隊」（1972年）
  - 仮面ライダーストロンガー（1975年）
    - 第16話「吸血ブブンガー 悪魔のプレゼント!」 - ヒロシ
    - 第29話「魔女怪人ケイト血ののろい!」 - ミネオ

  - 仮面ライダースーパー1 第31話「人間を吸いこむ! スプレー怪人の恐怖」（1981年） - スプレーに吸い込まれる若者
- 遠山の金さん捕物帳 第166話「仇花を咲かせた男」（1973年、NET）
- 電人ザボーガー（1974年 - 1975年、CX） - 新田浩
- アイフル大作戦 第50話「殺人鬼と棲む女」（1975年、TBS）
- バーディー大作戦 第50話「神出鬼没! おしゃれ泥棒」（1975年、TBS）
- Gメン'75 （TBS）
  - 第11話「ピストル市場」（1975年） - 茂木雷太
  - 第23話「車椅子の女刑事」（1975年）−影山光男の車を調べる少年
- 破れ傘刀舟悪人狩り 第61話「さむらい無情」（1975年、NET） - 庄太郎
- 宇宙鉄人キョーダイン （MBS）
  - 第25話「氷地獄だ!!恐怖の冷凍怪物!!」（1976年） - 野村明
  - 第46話「スカイゼル破壊指令」（1977年） - 風太郎
- ぐるぐるメダマン（1976年）
  - 第24話「おバケは毎日バースデイ」 - 耕一
  - 第26話「おかしな年賀状」 - ショウタ / ショウスケ
- 超神ビビューン 第19話「友達が弱虫になる? がんばれ三太」（1976年、NET） - マサオ
- 忍者キャプター 第28話「入門 天堂忍者塾」、第29話「謎の手品師！ カードがしゃべる!?」（1976年、12ch） - 井村孫八
- 渚より愛をこめて（1976年、THK） - 西川俊一
- 大鉄人17（1977年、MBS） - 南三郎
- がんばれ! レッドビッキーズ 第19話「走れ! ナッツ」（1978年、ANB） - 大沢
- 特捜最前線（ANB）
  - 第74話「死体番号004の男!」（1978年） - 橘元
  - 第344話「幻の父・幻の子!」（1983年）
  - 第441話「女子中学生殺人事件・冬のコオロギのSOS!」（1985年） - 少女の兄
  - 第464話「埋み火・闇に濡れる哀切のルージュ!」（1986年） - 強盗犯人
- 鉄道公安官 第30話「15歳・悪の罠」（1979年、ANB） - 石井ヒロシ
- 走れ!熱血刑事 第9話「秀才ブルース」（1980年、ANB）
- それゆけ! レッドビッキーズ 第4話「エキシャ大当り!」（1980年、ANB） - ヤングパワーズ監督
- 爆走! ドーベルマン刑事（1980年、ANB）
- メタルヒーローシリーズ（ANB）
  - 宇宙刑事シャイダー 第5話「突然! なまけもの」（1984年） - 城西予備校の高校生
  - 特救指令ソルブレイン 第51話「特救・解散命令!」（1992年） - 記者
  - 特捜エクシードラフト 第26話「明日への激走!」（1992年） - 巡査
- 超電子バイオマン 第29話「東京が消える日?!」（1984年、ANB） - 警備員 ミチオ
- 赤い秘密（1985年、TBS）
- スケバン刑事シリーズ（CX）
  - スケバン刑事II 少女鉄仮面伝説 第5話「秀才ドラフト会議をつぶせ!!」（1985年） - 秀光塾の職員
  - スケバン刑事III 少女忍法帖伝奇 第6話「鈴の音は地獄の使者か!?」（1986年） - 松坂たかし
- 連続テレビ小説 / チョッちゃん（1986年、NHK）
- 少女コマンドーIZUMI 第5話「あぶない二人、反撃」（1987年、CX） - 神谷俊次
- 土曜ワイド劇場 / 西村京太郎トラベルミステリー11 阿蘇殺人ルート（1987年、ANB）
- はぐれ刑事純情派 第1シリーズ（1988年、ANB）最終回
- 男と女のミステリー / おふくろに脱帽!!（1989年、CX）
- 大河ドラマ / 太平記（1991年、NHK） - 北条茂時
- 不思議少女ナイルなトトメス 第13話「満開の桜と団子の木の下にて」（1991年、CX）
- はぐれ刑事純情派 第4シリーズ 第26話「連続レイプ魔! 盗み撮りされた婦人警官」（1991年、ANB）- ティッシュペーパー配りの青年

### 映画
- 飛び出す人造人間キカイダー（1973年、東映） - 光明寺マサル
- アフリカの鳥（1975年、日活） - 強少年
- ふりむけば愛（1978年、東宝） - 石黒誠
- パソコンウォーズISAMI（1982年、サルボウ・カンパニー） - タツオ